# 奧克蘭城章克申 (印地安納州)
奧克蘭城章克申（英語：Oakland City Junction）是位於美國印地安納州派克縣的一個非建制地區。

## 地理
奧克蘭城章克申所處的海拔為高於海平面128米（即420英呎），而該地所採用的時區為UTC-5，即北美東部時區（EST）。同時該地設有夏令時間，為UTC-5調快一小時，即UTC-4（EDT）。